# Fürstentum Bels

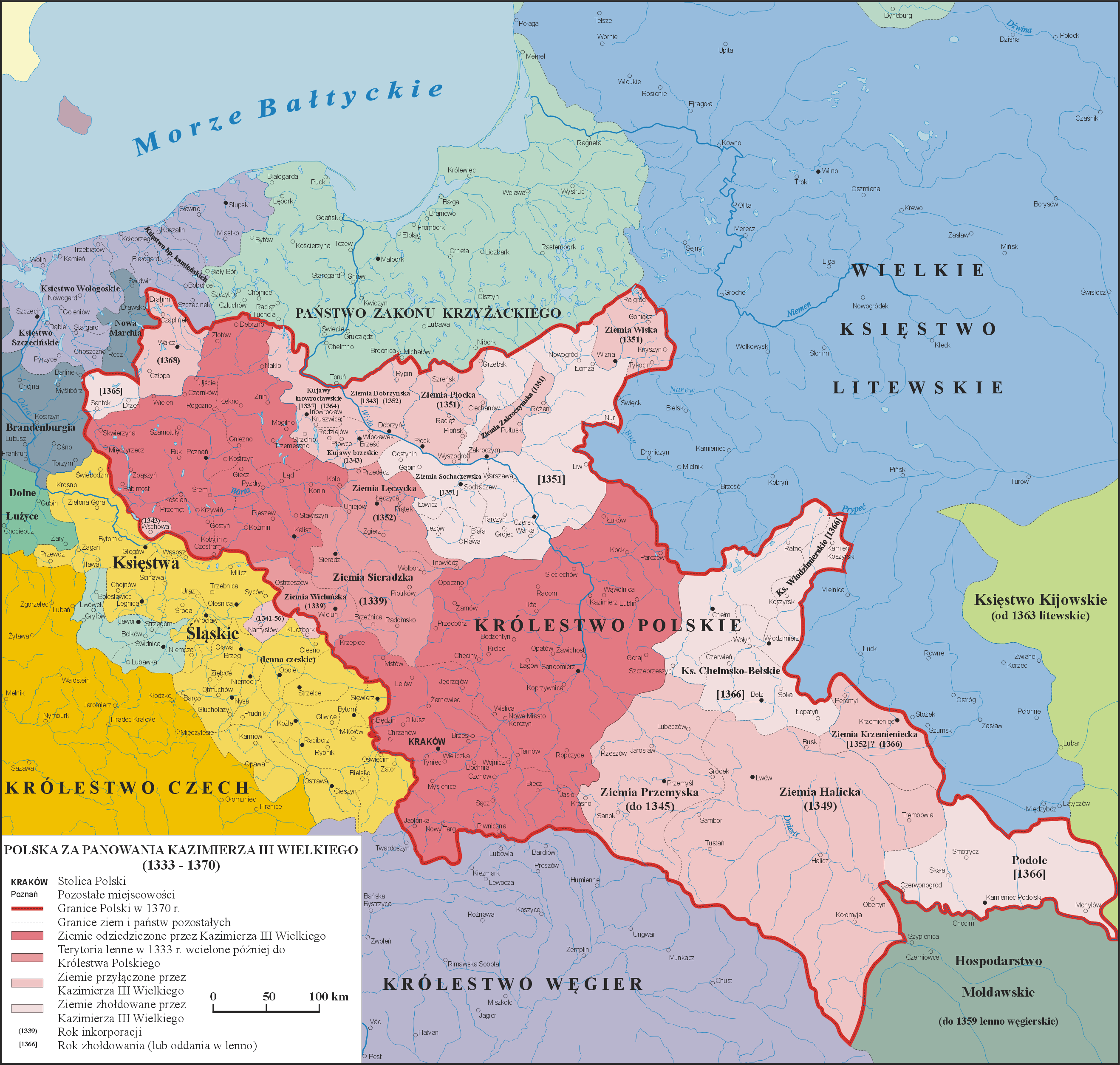
Lage des Fürstentums Chełm-Bełz (1370)

Wappen des Fürstentums

Das Fürstentum Bels (auch Fürstentum Belz, ukrainisch Бе́лзьке князі́вство/Bels´ke knjasivstvo; polnisch Księstwo bełskie) war ein ruthenisches Fürstentum im Westen der heutigen Ukraine bzw. im östlichen Polen. Es bestand von 1170 bis 1462. Namensgebend war die Stadt Bels.

## Geschichte

### Eigenständiges Fürstentum (1170–1233)
Entstanden war das Fürstentum im Jahre 1170, als nach dem Tod des Großfürsten von Kiew und Fürsten von Wolhynien Mstislaw II. seine Söhne das Fürstentum Wladimir-Wolhynien unter sich aufteilten. Es entstanden so zusätzlich die selbstständigen Fürstentümer Bels, Tscherwen und Brest. Nach dem Tod des Bruders wurde Tscherwen an Bels gegeben.
Das Fürstentum Bels existierte als eigenständiges Herrschaftsgebiet bis 1233.

### Abhängigkeit unter anderen Herrschaftsgebieten (1233–1462)
Ab 1233 gehörte es zum Fürstentum Halitsch-Wolhynien.
1340 gelangte die Herrschaft Belz erstmals an das Großfürstentum Litauen. 1366 wurde es als Fürstentum Chełm-Bełz erstmals Teil und Lehen des Königreichs Polen. Ab 1370 war es erneut Teil des Großfürstentums Litauen, ehe es 1377–1387 unter die Jurisdiktion des ungarisch-polnischen Königs Ludwig „des Großen“ kam. Danach gehörte es wieder als Lehen und Vasallenfürstentum zum Königreich Polen und wurde 1388 als eine Vasallenherrschaft an die Linie der masowischen Piasten vergeben.
1462 wurde das Fürstentum Belz als erledigtes Lehen durch die polnische Krone eingezogen. Auf dem Gebiet des ehemaligen Fürstentums konstituierte sich in der Folge die polnische Woiwodschaft Bełz.

## Fürsten und Suzeräne von Bełz
| Wsewolod Mstislawitsch von Wolhynien  | 1170–1195 |
| Alexander Wsewolodowitsch             | 1195–1207 |
| Wasilko Romanowitsch                  | 1208–1211 |
| Wsewolod Wsewolodowitsch              | 1211–1215 |
| Alexander Wsewolodowitsch             | 1215–1233 |
| Daniel Romanowitsch von Galizien      | 1233–1241 |
| Wsewolod Alexandrowitsch              | 1241–1245 |
| Lew I. Danilowitsch von Galizien      | 1245–1269 |
| Jurij I. Lwowitsch von Galizien       | 1269–1301 |
| Lew II. und Andrej (II.) Jurijewitsch | 1301–1323 |
| Jurij II., Boleslaw von Masowien      | 1323–1340 |
| Jurgis Narimantaitis                  | 1340–1377 |
| Władysław von Oppeln                  | 1377–1378 |
| Ludwig „der Große“ von Ungarn         | 1378–1382 |
| Maria von Ungarn                      | 1382–1387 |
| Hedwig von Polen/Jogaila              | 1387–1388 |
| Ziemovit IV.                          | 1388–1426 |
| Ziemovit V.                           | 1426–1434 |
| Kasimir II. von Bełz                  | 1426–1442 |
| Władysław I. von Płock                | 1442–1455 |
| Ziemovit VI.                          | 1455–1462 |
| Władysław II. von Płock               | 1455–1462 |